# Nebriinae
Los nebriínos (Nebriinae) son una subfamilia de coleópteros adéfagos  perteneciente a la familia Carabidae.

## Tribus
Tiene las siguientes tribus:
- Pelophilini - Opisthiini - Notiophilini - Nebriini - Notiokasiini[2]

## Géneros
- Archaeocindis Kavanaugh & Erwin, 1991
- Archastes Jedlicka, 1935
- Archileistobrius Shilenkov & Kryzhanovskij, 1983

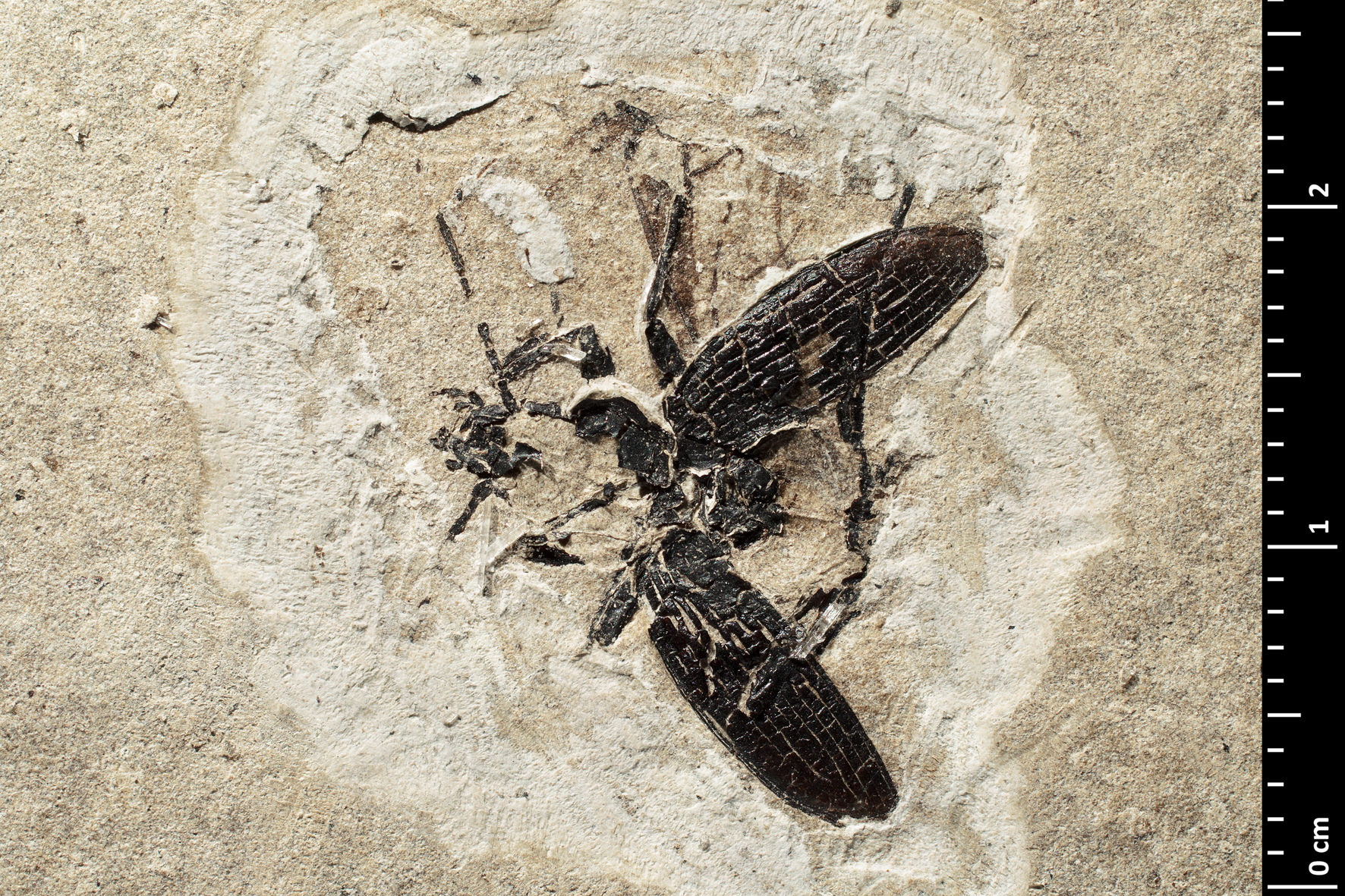
Ledouxnebria holotipo fósil

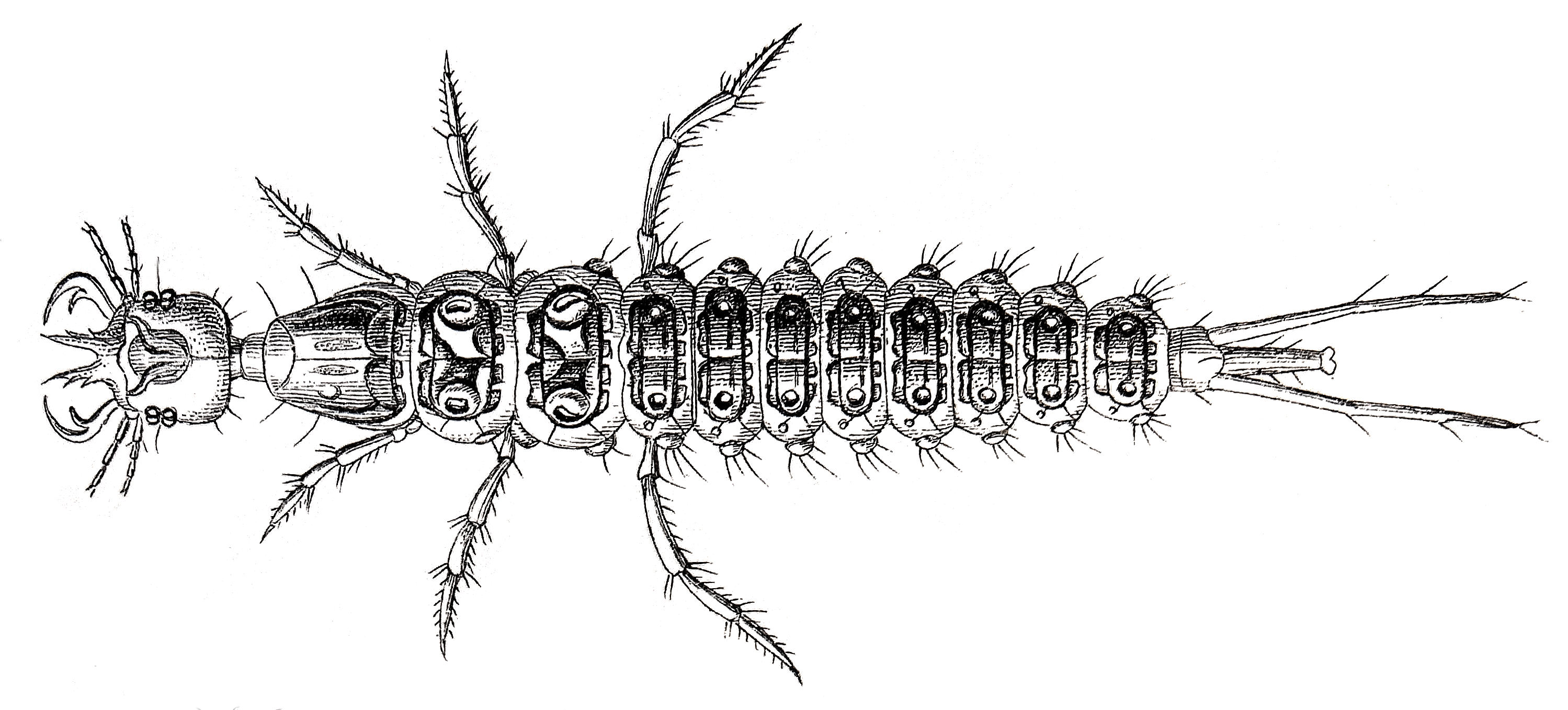
Leistus rufomarginatus, larva

- Cicindis Bruch, 1908
- †Ledouxnebria Deuve, 1998
- Leistus Frolich, 1799
- Nebria Latreille, 1802
- Notiokasis Kavanaugh &  Negre, 1982
- Notiophilus Dumeril, 1806
- Opisthius Kirby, 1837
- Paropisthius Casey, 1920
- Pelophila Dejean, 1826